# Louis Compoint

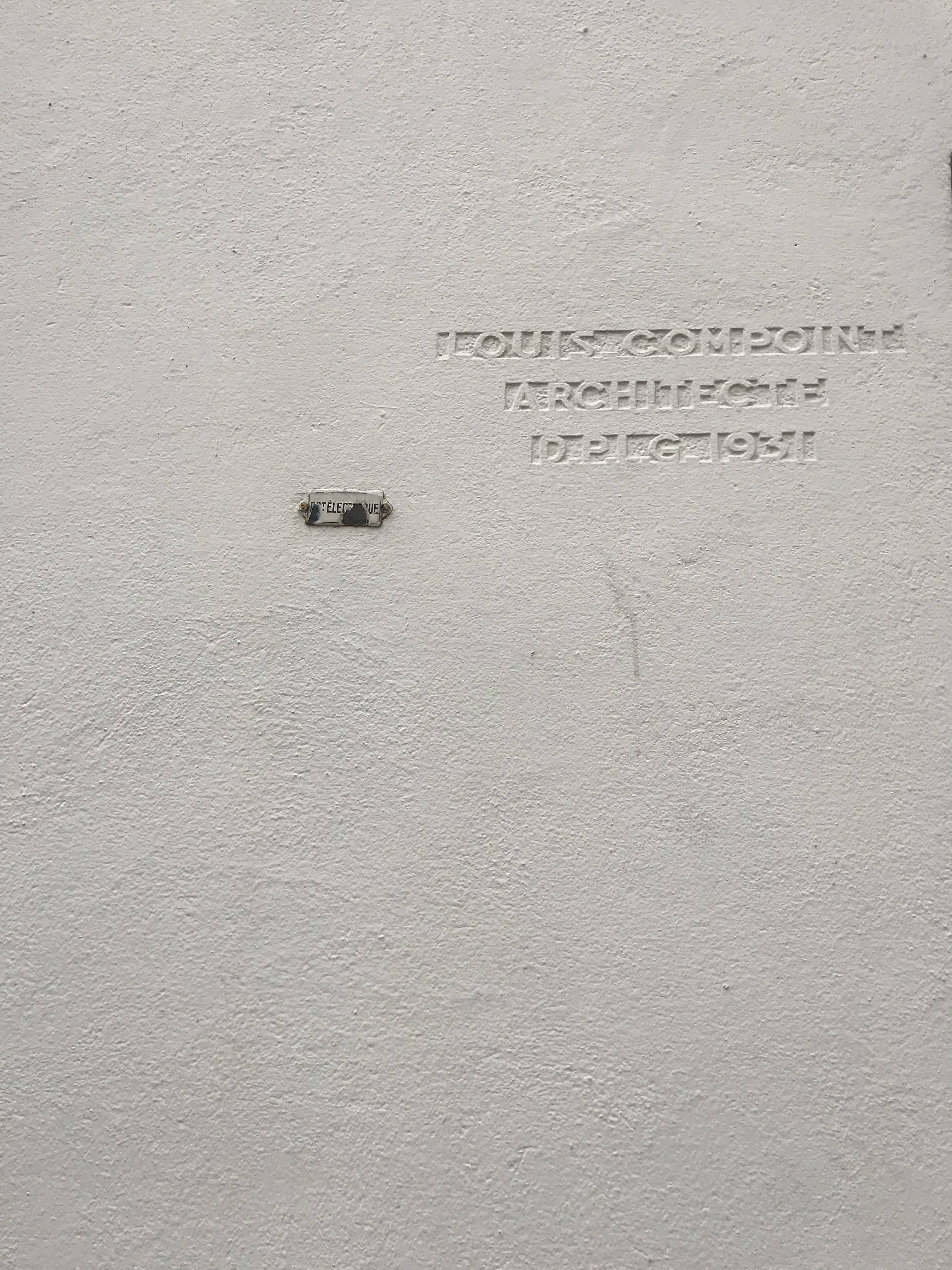
Rue de La-Jonquière (Paris) - architecte Louis Compoint

Louis Célestin Compoint (1885-1972) est un peintre et architecte français.

## Biographie
Louis Compoint  naît  le 21 mars 1885 à Clichy
Peintre paysagiste et de fleurs, il expose au Salon des Indépendants de 1927 à 1929. 
Comme architecte, élève de Jules-Léon Chifflot, on lui doit, entre autres, en 1922 les plans de l'Église Saint-Nicolas d'Épehy et en 1929 des immeubles d'habitation de style art déco avenue Paul-Doumer à Paris.
A Clichy, l'immeuble qu'il a construit situé au 123 boulevard Jean-Jaurès est classé Monument historique.
Il meurt le 24 août 1972 au sein de l'Hôpital Saint-Joseph dans le 14e arrondissement de Paris